# Nine Lives (Def-Leppard-Lied)
Nine Lives (engl. für: „Neun Leben“) ist ein Lied der britischen Hard-Rock-Band Def Leppard. Das Lied entstand in Zusammenarbeit mit dem Country-Sänger Tim McGraw, der sich bei diesem Lied den Gesang mit Joe Elliott teilt.

## Hintergrund
Der Kontakt zu McGraw kam durch dessen Tour-Manager Robert Savage, den Bruder des Def-Leppard-Bassisten Rick Savage, zustande. McGraw ist ein Fan von Def Leppard und hatte in der Vergangenheit bereits mit der Band in Los Angeles auf der Bühne gestanden und den Titel „Pour Some Sugar on Me“ mit der Gruppe gesungen.
Beim Konzert in Nashville 2007 kam McGraw zum Soundcheck und arbeitete anschließend in der Sparkle Lounge, einem Raum hinter der Bühne, der mit funkelnden Lichtern, Räucherstäbchen, Kerzen und Aufnahmegeräten ausgestattet war, mit der Band an „Nine Lives“. Zu diesem Titel wurde auch ein Videoclip gedreht.
Der Titel wurde als Single veröffentlicht, konnte jedoch weder in den USA, noch in Großbritannien die Charts erreichen.